# Latrina

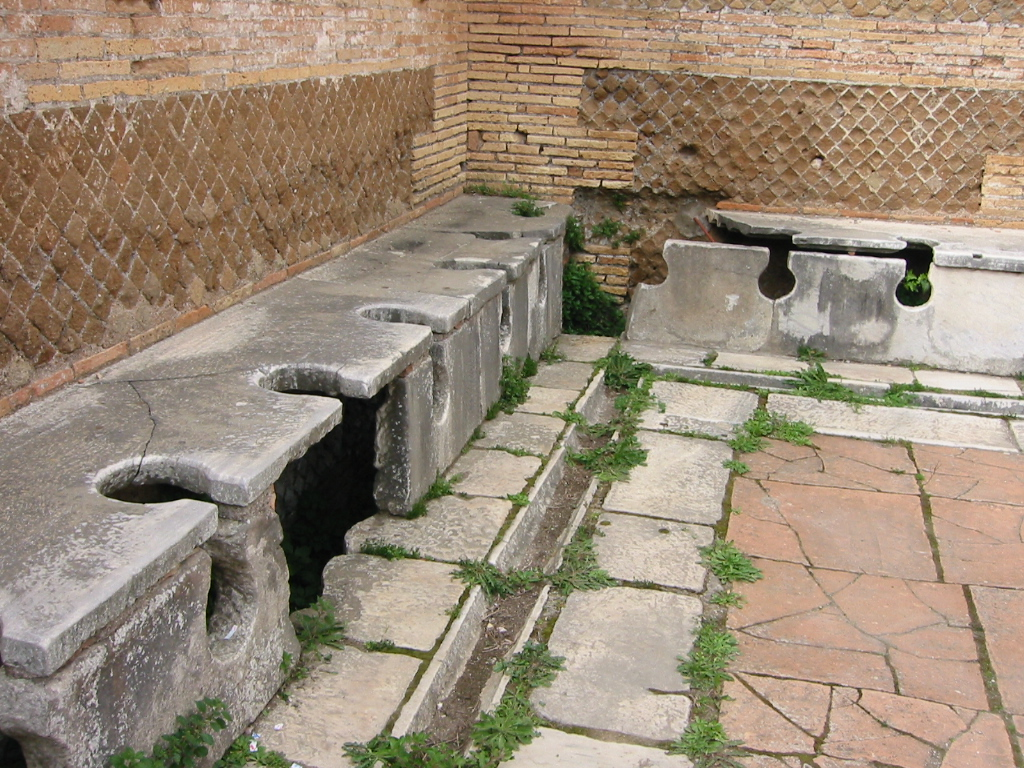
Latrines romanes per a ús públic, trobades a Òstia.

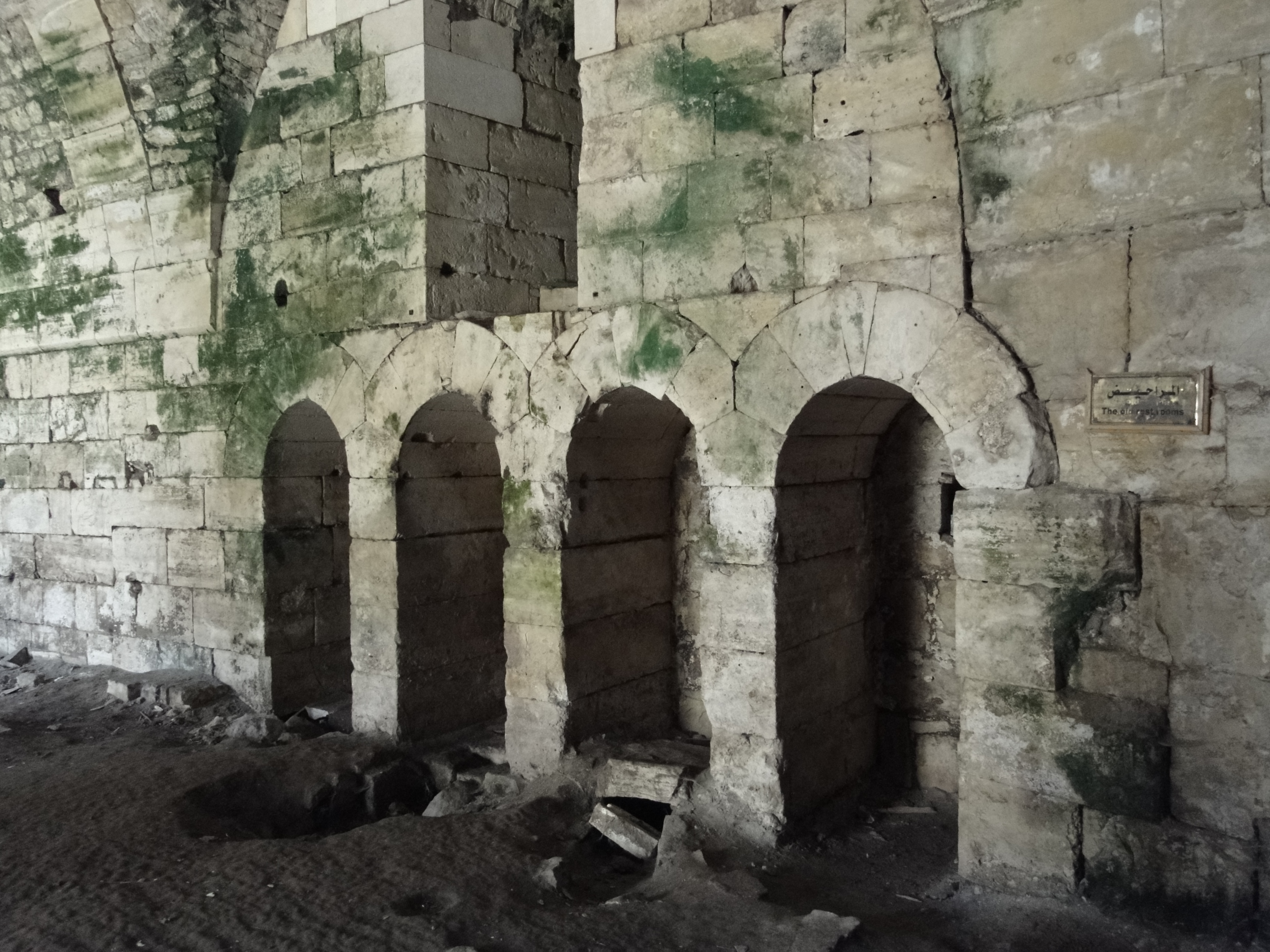
Latrines al Krak dels Cavallers a Síria

Una latrina, comuna o comú, excusat, secreta (o secretes), i humorísticament can Felip o ca Garcia (al País Valencià) és un espai destinat a defecar i orinar. L'etimologia, segons el DCVB en línia prové del llatí latrīna.
La correcta disposició de les excretes és fonamental per a preservar la salut de les comunitats rurals i urbanes.
Mentre a les ciutats la solució ideal és la recollida de les aigües negres o servides per mitjà d'una xarxa de clavegueram i el posterior tractament en plantes de tractament d'aigües servides, en les àrees rurals, amb poca densitat de població, la solució tècnica i econòmicament més viable és la latrina.

## Situació mundial del sanejament
El 2002, més de 2.600 milions de persones van romandre al món sense sanejament bàsic i, per tant, sense latrines acceptables. Les conseqüències per a la salut pública, les infraestructures urbanes i la dignitat humana són tan grans que es parla de "crisi sanitària". Malgrat les iniciatives que segueixen els objectius de desenvolupament del mil·lenni (amb l'objectiu de reduir a la meitat la proporció de persones sense sanejament bàsic entre 2000 i 2015), la taxa de cobertura malda per seguir el creixement de la població mundial.
La crisi de salut pot ser tan important que finalment afecta les polítiques d'un país; Gandhi va dir en el seu moment que “el sanejament és més important que la independència."
Mols brots de còlera són causats en gran part per una deficient disposició de les excretes. Arran d'aquesta pandèmia molts governs han emprès campanyes massives de construcció de latrines. Si bé la latrina és en si una construcció molt simple, hi ha una sèrie de normes que han de ser respectades, per maximitzar la seva eficiència.

## Tipus de latrines

### Latrina de clot sec
Aquesta latrina és la més comuna. Es tracta simplement d'un forat en el terreny cobert amb una planxa de ciment o fusta en la qual s'ha practicat un forat sobre el qual eventualment es pot posar una tassa (vàter). Aquest tipus de latrina es recomana en llocs amb poca densitat de població, i ha d'estar localitzada a més de 30 m de l'habitatge i de la font d'aigua potable.

### Latrina adobera

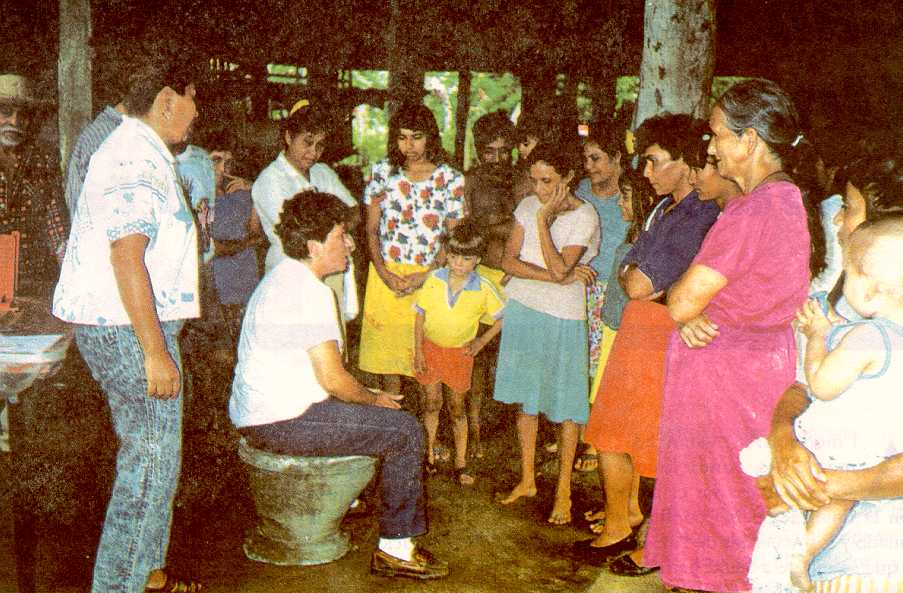
Capacitació per a l'ús d'una latrina adobera.

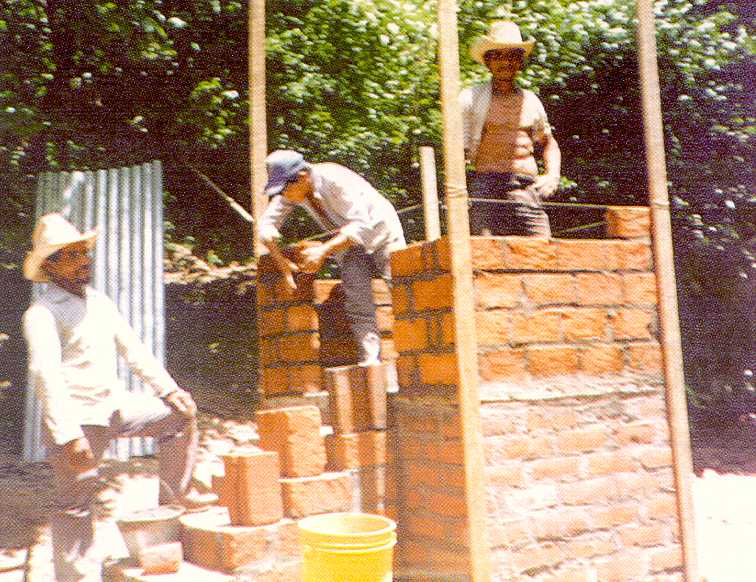
Latrina adobera en construcció, amb aportació de mà d'obra dels usuaris.

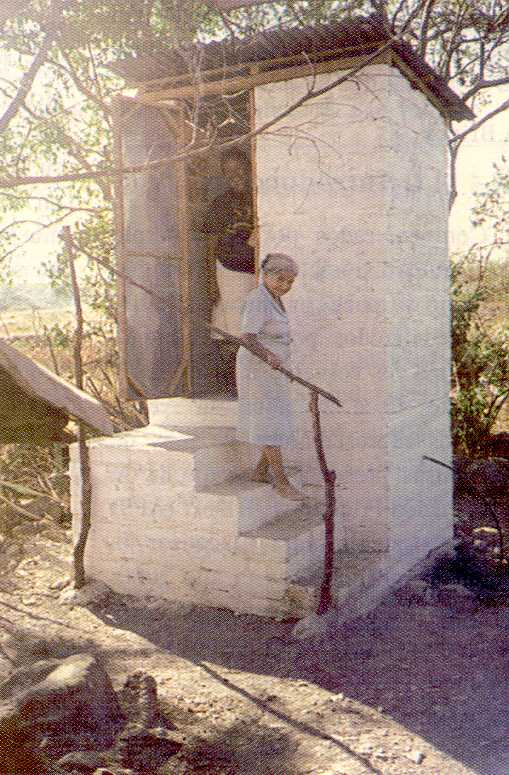
Latrina adobera acabada.

La latrina adobera transforma els excrements sòlids en adob o terra millorada que pot ser utilitzada en l'entorn familiar sense perill per a la salut. Té dues cambres independents situades per sobre del nivell del terreny. Les cambres es construeixen sobre una base de ciment de 5 cm de gruix, amb una malla de ferro, que l'aïlla totalment del terreny. Internament les cambres estan impermeabilitzades amb morter de ciment. Les cambres es segellen a la part superior amb una llosa de ciment reforçada amb ferro. Aquesta llosa superior té un orifici que comunica amb cadascuna de les cambres, on es col·loquen unes tasses especials. S'utilitza alternativament cadascuna de les cambres per un temps aproximat de 6 mesos, temps necessari perquè la cambra plena, que ha estat segellada amb un plàstic, processi naturalment el material defecat barrejat amb paper i cendra o calç. Una vegada transcorregut aquest temps es pot retirar de la cambra, traient alguns maons que han estat disposats per a aquest fi. El material -que presenta una aparença terrosa, sense olor i completament sec- pot ser utilitzat com a adob.
La concepció de la tassa és tal que permet la separació dels sòlids i els líquids. Els sòlids cauen a la cambra impermeabilitzada en ús. Al final de la deposició s'hi tira aproximadament mig quilo de cendra, o igual quantitat de calç. Els líquids, per mitjà d'un tub, generalment una mànega de mitja polzada es condueixen a l'exterior de la latrina en un petit pou filtrant.

Pot ser utilitzada en qualsevol lloc. Nogensmenys, és habitual quan el nivell freàtic és elevat, en zones rocoses o en terrenys molt impermeables.

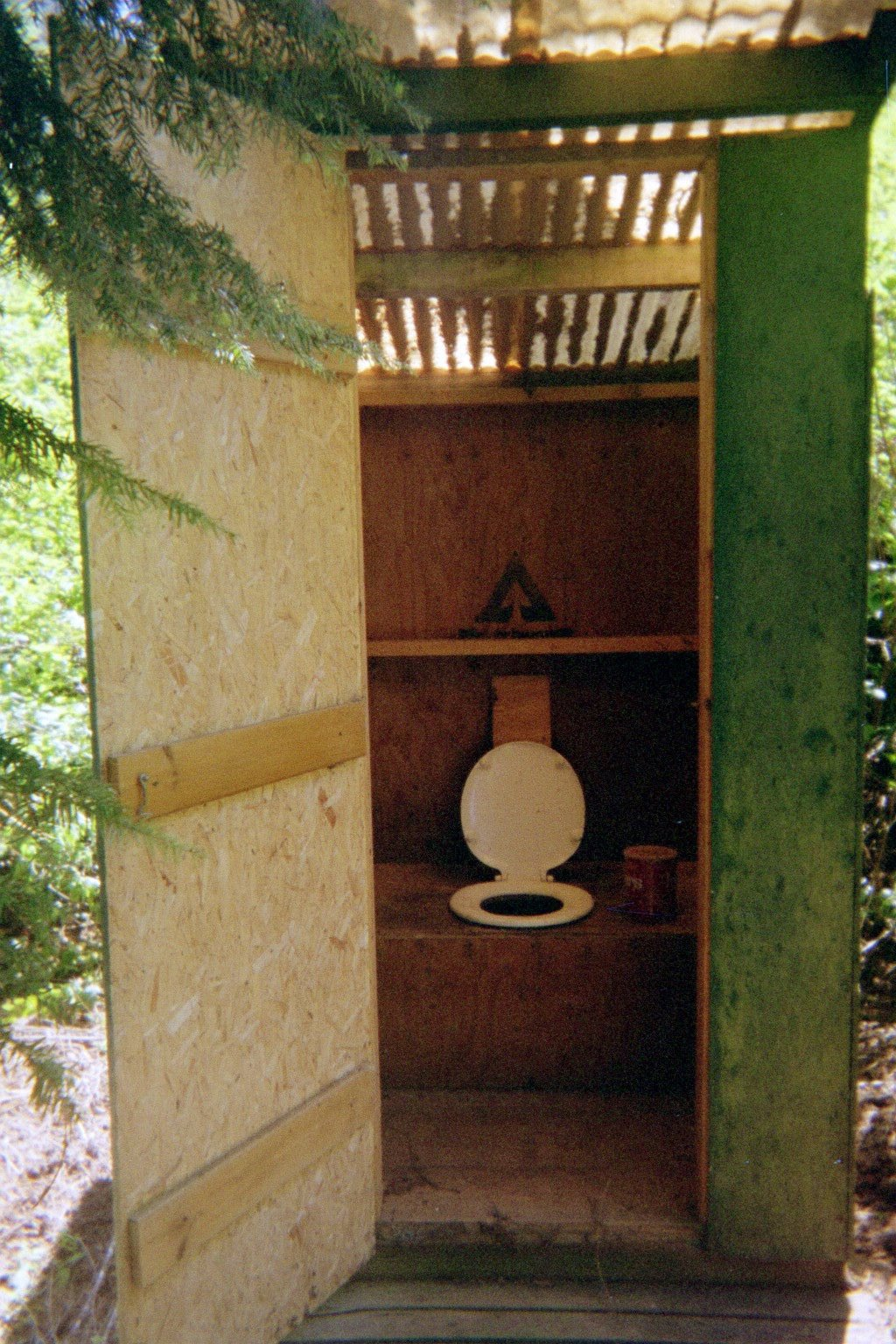
Latrina de clot sec

### Latrina adobera d'assecatge solar
Es tracta d'una modificació de la latrina adobera abans descrita. Té una sola cambra, que ha estat prolongada uns 60 cm fora de la caseta. La tapa d'aquesta prolongació es cobreix amb una làmina metàl·lica pintada de negre que escalfa el material a la cambra i n'accelera l'assecament. Quinzenalment s'aixeca la tapa metàl·lica, i amb un càvec s'arrossega l'excrement sòlid barrejat amb paper i cendra o calç, per a situar-lo sota de la planxa metàl·lica. És aconsellable posar una xemeneia de ventilació que s'acabi per damunt del sostre de la caseta. El tub de ventilació no ha de permetre l'entrada d'aigua de pluja i ha d'estar proveït d'una reixeta per a no permetre la sortida de les mosques, que naturalment cerquen la llum.

### Latrina de tancament hidràulic
Aquest tipus de solucions, també conegut com a vàter, només es recomana en llocs on la disponibilitat d'aigua no és un problema, el nivell freàtic és profund i la filtració del terreny és mitjana. L'ideal és que aquestes latrines disposin d'una cambra sèptica dividida en dues parts, una impermeable on romanen els sòlids, que periòdicament han de ser retirats per mitjà de bombes especials denominades baromètriques, i una cambra filtrant on els líquids percolen en el terreny sense causar contaminació..

## Perills
En fermentar les deixalles orgàniques produeixen fonamentalment dos tipus de gas: diòxid de carboni i metà (component fonamental del gas natural), i de vegades monòxid de carboni. Aquest últim gas és tòxic, més dens que l'aire, de manera que es manté en les fosses que estiguin sota el nivell del terreny, i sovint inodor. S'ha de treballar durant la seva neteja amb mascaretes adequades i en equip, mai en solitari, ja que l'efecte de la inhalació produeix vertigen que ràpidament produeix inconsciència i porta a la mort.
L'acumulació de femtes pot afavorir el desenvolupament de malalties causades per paràsits com la clonorquiosi ja que, els humans son l'hoste definitiu de Clonorchis sinensis. Els ous surten a l'exterior a partir de la femta humana i poden infectar altres individus.